# مبنى بلدية كليشي (مترو باريس)
مبنى بلدية كليشي (بالفرنسية: Mairie de Clichy)‏ هي محطة مترو تابعة لمترو باريس تقع في فرنسا في كليشي.[بحاجة لمصدر]